# 芳香酸
芳香酸，是羧酸的一類，屬於芳香族有机化合物。芳香酸是帶至少一個芳香环的羧酸。一般的芳香酸分兩類：其中一種的芳香酸羧基是直接連在芳香環上的（例如苯甲酸），另一種芳香酸的羧基是連在芳香環的側鏈上的（如苯丙氨酸）。

## 例子
- 苯甲酸
- 苯乙酸
- 水楊酸